# الحزب الشيوعي الثوري (بيرو)
الحزب الشيوعي الثوري (بالإسبانية : Partido Comunista Revolucionario) كان حزبًا شيوعيًا في بيرو. تم تشكيل الحزب في عام 1974، من خلال انقسام في حزب الطليعة الثورية. تم تأسيس الحزب بواسطة مانويل دانمرت وأجوستين هيا وسانتياغو بدراجليو.
في عام 1977 أطلق الحزب الاتحاد الديمقراطي الشعبي. ولم يعد الحزب موجودًا.

## المشاركة الانتخابية
- 1978: الحزب الاتحاد الديمقراطي الشعبي
- 1980: اتحاد اليسار الثوري
- 1980 (بلدية): اليسار المتحد
- 1983 (بلدية): اليسار المتحد
- 1985: اليسار المتحد
- 1986 (بلدية): اليسار المتحد
- 1989 (بلدية): اتفاق اليسار الاشتراكي
- 1990: اليسار الاشتراكي